# Petit-duc des Sula
Otus sulaensis
Espèce
Statut de conservation UICN

 NT B1b(iii) : Quasi menacé
Le Petit-duc des Sula (Otus sulaensis) est une espèce d'oiseaux de la famille des Strigidae. Elle est parfois considérée comme une sous-espèce du Petit-duc mystérieux (O. magicus) ou du Petit-duc de Manado (O. manadensis).

## Répartition
Cette espèce vit aux îles Sula, en Indonésie.